# Muradxanlı (Imishli)
Muradxanlı è un comune dell'Azerbaigian situato nel distretto di İmişli. Conta una popolazione di 2.830 abitanti.